# Chegou Quem Faltava
Chegou Quem Faltava é o terceiro e último álbum ao vivo da banda brasileira Charlie Brown Jr., lançado no dia 13 de julho de 2021 pela gravadora Sony Music. Neste show, cujo som e imagem tinham sido preservados, a banda tinha como formação os músicos Chorão (vocal), Bruno Graveto (bateria), Heitor Gomes (baixo) e Thiago Castanho (guitarra), ou seja, a mesma das gravações do álbum Camisa 10 Joga Bola Até na Chuva, lançado em 2009.
O DVD foi gravado no dia 19 de março de 2011 no Citibank Hall, em São Paulo e tinha lançamento programado ainda para aquele ano. Porém, devido à saída de Heitor Gomes e a volta de Marcão e Champignon à banda no meio daquele ano, o lançamento do álbum foi cancelado e a banda deixou a Sony Music, seguindo de forma independente. Pouco mais tarde, a banda assinou com a Radar Records e lançou o álbum Música Popular Caiçara ao Vivo. Em 15 de março de 2021, Alexandre Ferreira Magno Abrão, filho de Chorão, chegou a um acordo com a Sony Music para lançar compilações póstumas de outtakes e outras raridades da banda, e Chegou Quem Faltava foi então anunciado em 8 de junho.
O álbum foi lançado digitalmente em partes; a primeira parte saiu em 18 de junho, contendo dez faixas. A segunda parte saiu em 2 de julho, contendo mais dez faixas. O álbum completo, mais sua versão em DVD, foi lançado em 13 de julho, totalizando 29 faixas. O show também foi disponibilizado para streaming no YouTube. Em 30 de julho, foi lançado o disco bônus Chegou Quem Faltava – Versão do Chorão, contendo monólogos adicionais e interações de Chorão com o público, totalizando 38 faixas.

## Faixas
| N.º            | Título                                                      | Duração |  |
| 1.             | "Cheia de Vida"                                             | 2:22    |  |
| 2.             | "O Côro Vai Comê"                                           | 1:45    |  |
| 3.             | "Charlie Brown Jr."                                         | 1:35    |  |
| 4.             | "Gimme o Anel / Sheik"                                      | 2:37    |  |
| 5.             | "Quinta-Feira"                                              | 1:59    |  |
| 6.             | "Tudo Que Ela Gosta de Escutar"                             | 2:24    |  |
| 7.             | "Te Levar Daqui"                                            | 2:21    |  |
| 8.             | "Rock Star"                                                 | 3:00    |  |
| 9.             | "Me Encontra"                                               | 3:09    |  |
| 10.            | "Pontes Indestrutíveis"                                     | 2:59    |  |
| 11.            | "Lutar Pelo Que é Meu"                                      | 3:56    |  |
| 12.            | "Zóio de Lula"                                              | 4:22    |  |
| 13.            | "Dias de Luta, Dias de Glória"                              | 2:21    |  |
| 14.            | "Longe de Você"                                             | 3:17    |  |
| 15.            | "Céu Azul"                                                  | 3:18    |  |
| 16.            | "Eu Vim de Santos, Sou Charlie Brown"                       | 3:42    |  |
| 17.            | "Não é Sério"                                               | 4:17    |  |
| 18.            | "Ela Vai Voltar (Todos os Defeitos de uma Mulher Perfeita)" | 2:20    |  |
| 19.            | "Só os Loucos Sabem"                                        | 3:15    |  |
| 20.            | "Senhor do Tempo"                                           | 3:21    |  |
| 21.            | "Three Little Birds" (Bob Marley and the Wailers cover)     | 2:13    |  |
| 22.            | "Di Sk8 Eu Vou"                                             | 4:11    |  |
| 23.            | "Papo Reto (Prazer é Sexo, o Resto é Negócio)"              | 3:46    |  |
| 24.            | "Tudo Mudar"                                                | 2:12    |  |
| 25.            | "Rubão, o Dono do Mundo"                                    | 2:33    |  |
| Duração total: | Duração total:                                              | 1:25:00 |  |

## Formação
- Chorão: vocais
- Thiago Castanho: guitarra, violão e vocais
- Heitor Gomes: baixo
- Bruno Graveto: bateria

## Vendas e certificações
| Região                                                        | Certificação | Vendas  |
| ------------------------------------------------------------- | ------------ | ------- |
| Brasil (Pro-Música Brasil)                                    | Ouro         | 40 000‡ |
| ‡vendas+valores de streaming baseados somente na certificação |              |         |